# Hypoplectrus guttavarius
Hypoplectrus guttavarius är en fiskart som först beskrevs av Felipe Poey 1852.  Hypoplectrus guttavarius ingår i släktet Hypoplectrus och familjen havsabborrfiskar. Inga underarter finns listade i Catalogue of Life.